# Tour de taille
Le tour de taille est une mesure anatomique exprimée en centimètres.

## Mesure

### Habillement
- Mesurer en passant par le nombril (en clair : la valeur maximale, sans rentrer le ventre).

### Santé
Il se mesure à la partie la plus étroite du tronc, généralement au-dessus du nombril.
Un tour de taille élevé est un facteur de risque cardio-vasculaire. Il quantifie de façon simple l'obésité abdominale. Le tour de taille est considéré comme augmenté quand il est supérieur à 88 cm chez la femme et 102 cm chez l'homme aux États-Unis, et supérieur à 80 cm chez la femme et 94 chez l'homme pour la France.
Une étude canadienne menée en 2012 auprès de 1 314 enfants âgés de 2 ans ½ à 4 ans a mis très précisément en évidence l’influence du temps passé devant la TV sur l’évolution du tour de taille des enfants.

## Record
- L'américain Walter Hudson, l'homme le plus obèse de l'histoire, possédait le plus grand tour de taille (3,02 m), pour un poids de 544 kg.
- Cathie Jung possède le plus petit tour de taille (38,1 cm).